# 天津南站 (货运)

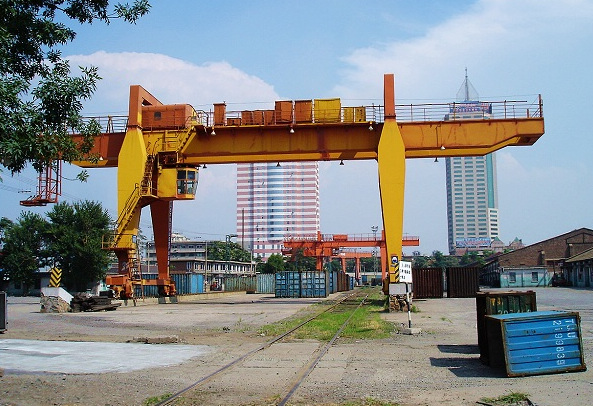
旧天津南站货场

货运天津南站位于河东区九经路56号，为天津站下属的一个货运站，现已拆除。旧天津南站与新的京沪高铁天津南站从未同时存在过，故不存在名称冲突。目前，货运天津南站的旧址上已成为天津商务区的一个功能区，即南站商务区（海河东岸商务区）。天津市南站商务区的规划范围为北至赤峰桥；南至十三经路；东至七纬路；西至海河，占地面积约95公顷。商务区总建设规模规划为300万平方米。已建成1栋300米以上和近10栋200米左右的写字楼、公寓和酒店。未来将再建2栋300米以上的高楼。